# Bolarka (rejon żytomierski)
Bolarka (ukr. Болярка) – wieś na Ukrainie, w obwodzie żytomierskim, w rejonie żytomierskim. W 2001 roku liczyła 288 mieszkańców.